# سارا کلارک
سارا کلارک (به انگلیسی: Sarah Clarke) (زاده ۱۶ فوریه ۱۹۷۲) بازیگر آمریکایی است که بیشتر به خاطر بازی در نقش نینا مایرز در سریال ۲۴ مشهور است.

## زندگی
سارا کلارک در سنت‌لوئیس زاده شد. نام مادر او کارولین کلارک و نام پدرش ارنست کلارک است.

## زندگی شخصی
کلارک با همسرش، زاندر برکلی، در صحنه فیلمبرداری ۲۴ (او نقش سرپرست او، جورج میسون) را ملاقات کرد و آنها در سپتامبر ۲۰۰۲، یک سال پس از ملاقات، ازدواج کردند. آنها دو دختر دارند.

## فیلم ها
- لنا اسمیت در امور پنهانی
- مارلا جیمسون در انسان‌های فردا
- رنه دایر در سری فیلم‌های سینمایی گرگ و میش
- پایان خوش